# Naẖal ‘Orvim
Naẖal ‘Orvim (hebreiska: נחל עורבים) är en källa i Israel.   Den ligger i distriktet Norra distriktet, i den norra delen av landet. Naẖal ‘Orvim ligger 60 meter över havet.
Terrängen runt Naẖal ‘Orvim är lite bergig. Runt Naẖal ‘Orvim är det tätbefolkat, med 427 invånare per kvadratkilometer. Närmaste större samhälle är Qiryat Shemona, 9,4 km nordväst om Naẖal ‘Orvim. Trakten runt Naẖal ‘Orvim består till största delen av jordbruksmark.